# خون و انتقام
خون و انتقام یا دین و انتقام، عنوان اعلامیه‌ای هست که توسط سید مجتبی نواب صفوی چاپ و منتشر شد. تاریخ صدور این اعلامیه، ۱۰ روز پیش از ترور احمد کسروی (یعنی ۱۰ اسفند ۱۳۲۴) بود.

## متن بیانیه
هوالعزیز
دین و انتقام
ما زنده‌ایم و خدای منتقم، بیدار. خون‌های بیچارگان از سرانگشت خودخواهان شهوت‌ران که هر یک به نام و رنگی پشت پرده‌های سیاه و سنگرهای ظلم و خیانت و دزدی و جنایت خزیده‌اند، سالیان درازی است فرو می‌ریزد و گاه دست انتقام الهی هر یک از اینان را بجای خویش می‌سپارد و دگر یارانش عبرت نمی‌گیرند.
«و ادا قیل لهم لاتفدوا فی الارض قالوا انما نحن مصلحون الا انهم هم المفسدون» - و اگر گفته شود برایشان دست از فساد و جنایت بردارید، می‌گویند ما مصلحیم، آگاه باشید که هم ایشان مفسیدن هستند- دزدان دین در لباس دین: گرگان (انما الاختلاف فی الشبکات) گوسفند بیچاره سرگردان و پریشان روزگر سبز رنگار را سبزه پندارد و مسموم گردد و چماق‌دستان حکمومتی را حامی پندارد و سرکوب شود، بالنتیجه پای گریزش را شکنند و برخی کارد بر حلقش نهند و پاره‌ای باد به دندان تیزش دریده استخوانش به سگ و گربه بدهند. از این گوسفندان بعضی اسیر کنند و بیاموزند تا در زمان شدت درد و غلیان و بدبختی و سرگردانی که به گوشه‌ای پناهنده می‌گردند، برنگ آبی و زرد بر اینان حمله برند چه خوش‌منظره‌ای است مشترکین در بدبختی و سرگردانی بجنگ با هم درآمدن و دشمن به کار خویش بگذاشتن. ای وای، ای خائنین حقیقت‌پوش و حق‌کش و ای نیرنگ‌بازان منافق، ما آزاده‌ایم و بیداریم، می‌دانیم و ایمان به خدا داریم و نمی‌ترسیم، (لا تحسبن الذین قتلوا فی سبیل الله امواتا بل احیاء عند ربهم یرزقون) - گمان نکنید کسانی را که کشته می‌شوند در راه خدا مردگانند، بلکه زنده‌اند و در رحمت خدای غوطه‌ورند...
تیشه‌ها بر پیکر دین و معارف قرآن به نام دین زدند، دزدی‌ها پاک و حرام‌ها حلال گردید، به حال پریشان فقرا رحم نگردید، بر خون مقدس حسین (ع) خاک‌ها پاشیدند و هدف عالی و مقدسش را پوشیدید که خاک عالم سر و رویتان بپوشاند. دزد دین بودید و با گردنه‌های بزرگ تبانی کردید. فساد اخلاقی جوانان امروزه و تنفرشان از دین را هنگام کاشتن از این تخم می‌دانستید ذلت و بدبختی و نفاق، محصول بذر خویش بر شما معلوم بود (فتربصوا حتی یأتی الله بامره) - منتظر باشید تا امر الهی فرا رسد.
محکمۀ الهی
دادگاه خونین
«ان الساعه آتیة لا ریب فیها» به تحقیق که ساعت حساب در پیش است و شکی در آن نیست. ای سنگرنشینان دزد و ای تیزدندان‌های جنایتکار و روبه‌صفتان پلید! «لا تحسبن الله غافلا عما یعمل الظالمون انما یوخرهم لیوم تشخص فیه الابصاره - گمان نکنید خدا را که غافل از جنایت و ظلم‌های شما است، همانا تأخیر می‌اندازد بروزیکه دیده‌ها بینا و خیره گردد -
«یوم تبلی السرائر - روزی که نهانی‌های شما بی‌پرده شود - «فماله من قوة و لا ناصر» و دیگر شما را اندوخته‌های دزدی و دندان‌های تیز و چنگال خونین بکار نیاید. آن‌روز قیامت کبری و روزی است که امر الهی صادر و دادگاه عدل خدا تشکیل می‌گردد، مأمورین الهی مشغول محاسبه و عذاب الهی مهیا می‌شود، همانروزی است که متوجه خرابی‌ها و دورنگی‌ها و مظلوم‌کشی‌ها و جنایت‌ها گردیده و پشیمان می‌گردید و سودی نمی‌بخشد.
الانتقام و لکم فی القصاص حیاة
ای جنایت‌کاران پلید! شما خویشتن را بهتر از دیگران در زیر پرده‌های مرموز می‌شناسید و بر دقائق جنایات خحود مطلعید، ما هم آزادمردان از خود گذشته‌ایم که باک نداریم و به کمک احتیاجمان نیست. بترسید از نیروی ایمان زمانی که مجال یابد.
ما سرچشمه کل می‌بینیم و تیرانداز و الا تیر و جویبار را چه کند؟ منشأ خرابی‌ها و بی‌دینی‌ها و مظلوم‌کشی‌ها شمائید. بخدا خونمان می‌جوشد و خون فداکاران دین در جوشش است و خون تازه می‌طلبد. جانبازی بر ما شیرین است. لیک، تا نستانیم، نبازیم، جان به زنجیرهای رقیب و اسارت پانصد میلیون مسلیمن عالم گسیختنی است. سالها است که زنجیر سیاهی ممالک اسلامی را از یکدیگر جدا ساخته، مراکز نصب این زنجیرها در داخله مسلمین به الوان گوناگون به قطع و فصل رشته اخوت و اتحاد و پاشیدن سم فساد و سوءاخلاق و جهل و بی‌ایمانی و اختلاف مشغول است «انما المؤمنین اخوة» - مؤمنان برادرند - این زنجیرها از ناحیه خودخواهانی است که سالها بعد از تمدن اسلام و ندای عالم‌گیر قرآن و دعوتش به آزادی، در جهل و بربریت غوطه‌ور بودند.
ای مسلمین عالم، قیام کنید، زنده شوید، تا حقوق خویش بازستانیم، «الذین قالوا ربنا الله ثم استقامو اولئک لا خوف علیهم و لا هم یحزنون» - کسانی که گفتند پروردگار ما خداست و قید رقیت گسیختند و سپس قیام کردند، برایشان خونی نیست و اندوهناک نباشند.

خدا با صابرین است. والله المنتقم
از طرف فدائیان اسلام
نواب صفوی